# Шипулин, Сергей Павлович
Серге́й Па́влович Шипу́лин (31 декабря 1874, Вельск, Вологодская губерния — 1937) — иерей Русской православной церкви, священномученик, местночтимый святой Украинской Православной Церкви.

## Биография
Родился 31 декабря 1874 года в городе Вельске (ныне — Архангельской области).
Крещён 2 января 1875 года. Имел среднее образование (по-видимому, закончил Вологодскую духовную семинарию).
В Харькове служил в разных церквях города, собственного прихода не имел.
27 октября 1937 года арестован и приговорён к пятилетнему заключению в исправительно-трудовом лагере. Расстрелян в 1937 году.
Реабилитирован 24 марта 1989 года.

## Семья
- Отец — Павел Михайлович Шипулин, помощник бухгалтера Вельского уездного казначейства (губернский секретарь).
- Мать — Лидия Васильевна Шипулина.
- Братья — Борис (Шипулин), архиепископ Ташкентский; Василий Шипулин (1879—193?), священник в Великом Устюге[3].

## Канонизация
22 июня 1993 года Определением Священного Синода Украинской Православной Церкви принято решение о местной канонизации подвижника в Харьковской епархии, в Соборе новомучеников и исповедников Слободского края (день памяти — 19 мая (1 июня)).
Чин прославления подвижника состоялся во время визита в Харьков 3-4 июля 1993 года Предстоятеля Украинской Православной Церкви Блаженнейшего Митрополита Киевского и всея Украины Владимира, в кафедральном Благовещенском соборе города.